# Машинно отделение
Машинно отделение (МО) – корабно помещение или група помещения, където се намират главните (наричани още пропулсивни) машини осигуряващи хода, енергетични уредби (дизел-генератори за производство на електроенергия)  и допълнително оборудване като котли, компресори, охлаждащи и смазващи системи необходими за работата на един кораб.
Машинни отделения (помещения) има не само на плавателните съдове.
На един кораб (или друг голям плавателен съд) е възможно да има няколко машинни отделения. Те могат да бъдат разположени на различни места - на носа, на кърмата, на мидела или да има разположени отделно на левия и десния борд.
В съвременното корабостроене МО се разполага ниско долу и близо до кърмата с цел намаляване дължината на валовата линия до пропелера. 

## Централен пост за управление (ЦПУ)
Помещение намиращо се най-често в машинното отделение на кораба откъдето се осъществява наблюдение и управление на главния двигател, агрегатите и спомагателните механизми.
На корабите оборудвани с машинно отделение задължително имат поне две линии за комуникация с навигационния мостик. Едното средство трябва да е машинен телеграф, който осигурява визуална индикация на командите и отговорите както в МО, така и на мостика.

## Определение съгласно Конвенцията SOLAS
Международната конвенция за безопасност на човешкия живот на море от 1974 г. (SOLAS 74) дава следното определение на термина машинно помещение:
Машинни помещения са всички машинни помещения от категория А и всички други помещения, в които се намират задвижващи машини и механизми, котли, горивни системи, парни машини и двигатели с вътрешно горене, генератори и главни електрически механизми, станции за приемане на гориво, хладилни, стабилизационни, вентилационни и климатични уредби и подобни помещения, както и шахти към тези помещения.
Това определение е само за целите на Конвенцията, към него има и пояснение кои точно са помещения от клас А и т.н.